# 水咲優美
水咲 優美（みずさき ゆみ、1997年2月18日 - ）は、日本のグラビアアイドル、タレント。埼玉県出身。エイジアプロモーション、アービング所属を経て、現在はフリーランス。

## 略歴
2013年に芸能界デビュー。
『Rの法則』（NHK Eテレ）に第4期R'sメンバーとしてレギュラー出演していた。番組でのニックネームは「ゆみ」。
2019年よりグラビア活動を開始。同年11月、『第2回サンスポGoGoクイーン』ベストスマイル賞を受賞。

## 人物
- 趣味：サウナ、グラビアアイドルオタク[2]。
- 特技：ピアノ（9年間）、書道（9年間） 、ダンス（9年間）[2]。
- ダンスの先生の知り合いの芸能関係者がレッスンを見学に来たことから声をかけられ、芸能界デビューに至った[8]。
- 2021年頃よりノーパンノーブラの生活を送っている[9]。

## 出演

### テレビ番組
- Rの法則（2013年 - 2016年、NHK Eテレ）
- 給与明細（2018年 - 2023年）
- グラっちゃお！#455（2021年1月10日、エンタメ〜テレ）
- 激!今夜もドル箱（2022年1月18日、テレビ東京）
- テレビ千鳥（2022年3月22日、テレビ朝日）
- 上田と女が吠える夜（2022年5月11日、日本テレビ）

### 音声配信
- よゐこ有野のノーギャラジオ（2022年5月2日、Radiotalk）[10]

- 岸洋佑のイジンデンシン（文化放送）

### 舞台
- ルパンvsホームズ-世紀の戦い-百年書店へようこそ（2022年10月7日 - 10日、浅草花劇場）- クロティルド&マルグリット 二役（10月9日・10日出演）[11]

### 雑誌グラビア
- 週刊FLASH
- FRIDAY
- ヤングアニマル
- MEN'S DVD SEXY
- 週刊プレイボーイ

### DVD
- 渋谷の女子高生たちが語った“呪いのリスト”7（2010年6月25日、アムモ）[12]

## 作品

### イメージビデオ
- First Bloom（2019年9月20日、竹書房）[13][14]
- Private Lesson（2020年1月25日、ラインコミュニケーションズ）[15][16][17]
- 弾ける気持ち（2020年4月24日、エスデジタル）[18]

## 出版

### デジタル写真集
- First Bikini（2019年11月1日、竹書房）
- First Smile（2019年11月1日、竹書房）
- 花の咲く頃（2020年12月11日、CielazurLivres［idolpost］）
- グラビアちゃんはバズりたい1･2･3･4（2021年11月15日、講談社［ヤンマガデジタル写真集］、撮影：高橋慶佑）[19][20][21][22]
- オトナのゆみ。（2021年11月29日、白泉社［ハレム］、撮影：小塚毅之）[23]
- 着衣巨乳写真集3 Time travel -水咲優美編-（2022年3月14日、一迅社、撮影：須崎祐次）
- H乳ダイナマイト vol.1･2（2022年5月27日、講談社［FRIDAYデジタル写真集］、撮影：西田幸樹）[24][25]
- YUMI Styles 夢うつつ（2023年3月22日、ドラゴンフライブック）
- 絶対領域（2023年7月24日、集英社［週プレ PHOTO BOOK］、撮影：西條彰仁）[26]

### トレーディングカード
- 水咲優美 ファースト・トレーディングカード（2022年5月14日、ヒッツ）[27][28]